# Distretto elettorale di Mashare
Il distretto elettorale di Mashare è un distretto elettorale della Namibia situato nella Regione di Kavango con 15.688 abitanti al censimento del 2011. Il capoluogo è la città di Mashare.

## Località
Oltre al capoluogo, altre località del distretto sono Dwasa, Tceha, Kondja, Namagadi, e Rudjadja.